# 曲高位
曲高位（1985年5月3日—），山东人，中国大陆男演员，毕业于中央戏剧学院。代表作有《九州·海上牧云记》、《天盛长歌》等。

## 影视作品

### 电视剧/网络剧
| 首播年份 | 剧名                  | 角色         | 备注   |
| 2017年   | 《九州·海上牧雲記》   | 穆如寒山     |        |
| 2018年   | 《天盛长歌》          | 寧齊（魏王） |        |
| 2019年   | 《筑梦情缘》          | 沈其东       |        |
| 2019年   | 《长安十二时辰》      | 右刹         |        |
| 2019年   | 《我知道你的秘密》    | 羅池         | 网络剧 |
| 2020年   | 《不完美的她》        | 郭跃         | 网络剧 |
| 2020年   | 《侦探语录》          | 宋承民       | 网络剧 |
| 2020年   | 《百岁之好一言为定》  | 谢平川       | 网络剧 |
| 2021年   | 《啊摇篮》            | 李志忠       |        |
| 2021年   | 《獵狼者》            | 孫海洋       |        |
| 2022年   | 《請叫我總監》        | 何岳巒       |        |
| 2022年   | 《關於唐醫生的一切》  | 廖小波       |        |
| 2022年   | 《星汉灿烂·月升沧海》 | 田朔         |        |
| 2023年   | 《絕配酥心唐》        | 皇甫翔       |        |
| 2023年   | 《灼灼风流》          | 耶沐憬       |        |